# Mitch Grassi
Mitchell Coby Michael Grassi (Arlington, Texas; 24 de julio de 1992) conocido como Mitch Grassi, es un cantante, compositor y YouTuber, reconocido por ser uno de los integrantes de la banda a capela Pentatonix.

## Vida y carrera
Vivió y creció en Arlington, Texas. Sus padres se llaman Mike y Nel Grassi. Grassi conoció a Scott Hoying durante una obra de teatro Charlie y la fábrica de chocolate en la escuela primaria. Conoció a Kirstin Maldonado a la edad de 8 años, mientras asistían a la escuela “Martin High School”, con los cuales formó un trío a capela, subiendo su primer cover de Lady Gaga, Telephone a YouTube para el casting de la serie televisiva Glee, A pesar de que no resultaron elegidos en el casting, ganaron fama en su escuela y ciudad.
Grassi audicionó para la “Asociación de Educadores en Música de Texas: (TMEA) All-State Choir” tres veces durante su estancia en la preparatoria y fue un extra en un episodio de Glee en la que interpretó a un miembro de las Copas de Oro. Grassi obtuvo el primer lugar en los Teen Talent Follies por su interpetración de Scott Alan Kiss the air. En 2011, el trío, con la suma de Avriel Kaplan y Kevin Olusola, formó el grupo a capela Pentatonix y ganó la NBC's The Sing-Off. Desde el triunfo de la banda en The Sing-Off, han lanzado 4 EPs y un álbum de larga duración llamado "That's Christmas to Me" (Eso es la Navidad para mí), que fue disco de platino en 2014. Pentatonix con el productor musical Ben Bram han ganado el premio al mejor arreglo, instrumental o a capela con "Daft Punk" de su segundo EP, PTX, vol.II en los Premios Grammy de 2015. Grassi está también trabajando en la producción de música electrónica.
En agosto de 2013, Grassi y Scott Hoying crearon un canal en Youtube titulado Superfruit.
El 19 de junio de 2018 Mitch Grassi escribió a la revista Billboard, en una «carta de amor a la comunidad LGBTQ», «ahora, como orgulloso músico gay que ha salido del clóset, siento el mayor privilegio de ser visible por ello dentro de la industria de la música».